# Ossammato carbammiltransferasi
La ossammato carbammiltransferasi è un enzima appartenente alla classe delle transferasi, che catalizza la seguente reazione:
carbammilfosfato + ossammato ⇄ fosfato + ossalureato